# Dominique Gonnet
Dominique Gonnet, né le 16 avril 1950 à Huy (Belgique), est un prêtre jésuite français, professeur et chercheur à l'Institut des sources chrétiennes. Il est membre fondateur de la Société d'Études Syriaques et a co-édité, dans sa collection d'études, Les Pères grecs dans la tradition syriaque.

## Biographie

### Jeunesse et formation
Né le 16 avril 1950 à Huy, en Belgique, Dominique Gonnet obtient une licence de lettres classiques à l'Université de Lille en 1970. En 1971, il obtient un CAPES de lettres classiques, puis il étudie à l'Université hébraïque de Jérusalem (1972-1973) et entre dans la Compagnie de Jésus le 8 octobre 1973. Il y est ordonné prêtre le 28 janvier 1981 après une maîtrise complémentaire en linguistique et les études de théologie préparatoires au sacerdoce.
À partir de 1993, Gonnet est titulaire d'un doctorat au Centre Sèvres, avec sa thèse La liberté religieuse à Vatican II: la contribution de John Courtney Murray, SJ.

### Enseignement
Depuis 1992, il travaille à l'Institut des Sources Chrétiennes de Lyon comme ingénieur de recherche associé à l'Unité Mixte de Recherche HiSoMA (Histoire et Sources des Mondes Antiques, CNRS - Université Lyon 2). Gonnet enseigne le syriaque depuis 1993 pour l'Université Lyon 2. Il est aumônier d'étudiants et professeur de théologie à Aix-en-Provence et Toulon (en 1990). Il anime également un séminaire de syriaque par vidéoconférence aux Sources Chrétiennes, ce qui permet d'approfondir la langue et la littérature.

### Écritures
Gonnet est l'auteur de plusieurs articles dans le domaine syriaque. Dans la même collection, il a publié un article dans The New Testament in Syriac ainsi que plusieurs autres concernant différents auteurs syriaques, d'Ephrem à Bar Hebraeus. Avec Jean Pflieger, il a finalisé la traduction française du manuel de J. Healey.
Depuis 1992, il travaille à l'Institut des Sources Chrétiennes de Lyon comme ingénieur de recherche associé à l'Unité Mixte de Recherche HiSoMA (Histoire et Sources des Mondes Antiques, CNRS-Université Lyon 2).

## Écrits

### Thèse
- Dominique Gonnet, La liberté religieuse à Vatican II: la contribution de John Courtney Murray, SJ, vol. 183, Dissertation: Thèse--Théologie--Paris--Centre Sèvres, coll. « Cogitatio fidei », 1994 (OCLC 463901251)

### Livres
- Dominique Gonnet, Dieu aussi connaît la souffrance, Paris: Cerf, coll. « Théologies », 1990 (ISBN 9782204040556, OCLC 397249856)
- Andrea B Schmidt, Dominique Gonnet, Société d'études syriaques et Institut orientaliste de Louvain, Les pères grecs dans la tradition syriaque, vol. 4, Paris : Geuthner, coll. « Études syriaques », 2007 (ISBN 9782705337995, OCLC 181826849)
- Daniele Gianotti, Dominique Gonnet, Michel Fédou, François-Marie Humann et Claude Dagens, Ressourcement: les Pères de l'Eglise et Vatican II: conférences pour le 70e anniversaire des "Sources chrétiennes" et le 50e anniversaire du concile, réunies par les "Sources chrétiennes" et la Faculté de théologie de Lyon, Paris: Les éditions du Cerf, 2013 (ISBN 9782204101677, OCLC 870641573)
- Dominique Gonnet, Les pères de l'Eglise aux sources de l'Europe, Paris: Cerf, 2014 (ISBN 9782204100809, OCLC 898071415)
- Jean-Paul Vesco, Dominique Gonnet et Luc Forestier, La liberté religieuse en question: de Vatican II à aujourd'hui, Paris: Salvator, coll. « Carte blanche », 2014 (ISBN 9782706711190, OCLC 887537269)

### Articles
- D Gonnet, « La liberté religieuse à Vatican II (Book Review) », Theological Studies, Woodstock, Md., vol. 57, no 2,‎ 1er juin 1996, p. 359